# 安曇野本多通信工業
安曇野本多通信工業株式会社（あづみのほんだつうしんこうぎょう、Azumino Honda Tsushin Kogyo Co., Ltd.）は、長野県安曇野市三郷温に本社を置くコネクタならびにハーネスの製造メーカーである。本多通信工業(HTK)の完全子会社で、ミネベアミツミのグループ会社でもある。

## 概要
安曇野本多通信工業は、2010年10月にあずさ電子工業・本多興産の2社を統合して誕生したHTKグループのコネクタ専門製造会社である。本社所在地は、本多通信工業安曇野工場内長野県安曇野市三郷温。
HTKグループのマザー工場として、多関節ロボットやプル型生産方式を駆使して4,000品目を超える多様な製品の少量生産･短納期を実現している。 
雄大な北アルプスの眺望のもと、開発･生産に快適な環境を有し、地域企業とのお取引きや地域の方々との交流などを積極的に行う地域共生企業である。 

## 事業所
以下に事業所と所在地を記す。
- （本社）本多通信工業　安曇野工場内
長野県安曇野市三郷温4604番地
- 穂高工場
長野県安曇野市穂高有明1059番地1

## 沿革
- 2010年10月 - あずさ電子が本多興産を吸収合併し、安曇野本多通信工業株式会社が発足。本多通信工業安曇野工場内に本社を設置。